# Stazione di Ostiglia (1911)
Stazione di Ostiglia 2008-ban bezárt vasútállomás Olaszországban, Lombardia régióban, Ostiglia településen.

## Vasútvonalak
Az állomást az alábbi vasútvonalak érintették:
- Verona–Bologna-vasútvonal
- Treviso-Ostiglia-vasútvonal

## Kapcsolódó állomások
A vasútállomáshoz az alábbi állomások vannak a legközelebb:
- Stazione di Poggio Rusco
- Stazione di Casaleone
- Revere railway station